# Rafael Puyol Antolín
Rafael Puyol Antolín (Gijón, Astúries, 1945) és un doctor en Geografia espanyol, ex-rector de la Universitat Complutense de Madrid. És el president del Consell de Direcció de la IE Universidad de Segòvia i vicepresident de la Fundación Instituto de Empresa. El 6 de novembre de 2014 és nomenat President de SECOT, Sèniors Espanyols per a la Cooperació Tècnica,amb efectivitat de l'1 de gener de 2015.
Va estudiar en el Col·legi de la Inmaculada de Gijón i va desenvolupar la seva labor acadèmica i docent en la Universitat Complutense de Madrid, on va ser director del departament de Geografia General (1981-1982), vicedegà de la Facultat de Geografia i Història (1986-87) i vicerector d'Ordenació Acadèmica (1988-1995), fins a ocupar el rectorat entre 1995 i 2003.
Va ser President i actualment és membre del Grup de Població de l'Associació de Geògrafs Espanyols (AGE), Vicepresident de la Reial Societat Geogràfica; Membre de la Junta Directiva del Capítol Espanyol del Club de Roma, Vicepresident 1r de la Reial Societat Geogràfica i és exvicepresident de la Fundació General de la UCM. És Patró de cinc Fundacions i Full Member del Club de la Haia.
És doctor honoris causa per les següents universitats: Universitat Anáhuac (Mèxic), Universitat del Norte (Paraguai), Universitat Nacional de Cuzco (Perú), Universitat Ricardo Palma (Perú), Universitat Interamericana de Puerto Rico, Universidad Nacional Pedro Henríquez Ureña (República Dominicana) i Universitat de Panamà.